# Xã Waveland, Quận Yell, Arkansas
Xã Waveland (tiếng Anh: Waveland Township) là một xã thuộc quận Yell, tiểu bang Arkansas, Hoa Kỳ. Năm 2010, dân số của xã này là 285 người.